# Microplocia sybroides
Microplocia sybroides är en skalbaggsart som beskrevs av Stefan von Breuning 1942. Microplocia sybroides ingår i släktet Microplocia och familjen långhorningar. Inga underarter finns listade i Catalogue of Life.